# Хеклин, Тайлер
Та́йлер Ли Хе́клин (англ. Tyler Lee Hoechlin; МФА [ˈhɛklɪn]; род. 11 сентября 1987, Корона, Калифорния) — американский актёр. Он получил известность после фильма «Проклятый путь», после чего снимался в сериалах «Седьмое небо» (2003—2007), «Волчонок» (2011 — 2014, 2017), а также «Стрела», «Флэш» и «Супергёрл» на основе комиксов DC в роли Супермена.

## Биография
Хеклин родился в городе Корона, штат Калифорния. Его родители — Дон и Лори Хеклины; у него также есть два брата, Таннер и Трэвис, и сестра Кэрри. Изначально Тайлер планировал стать профессиональным бейсболистом. Он начал играть в бейсбол в возрасте семи лет. Играл в позиции «инфилд» за Университет штата Аризона и в команде «Battle Creek Bombers» Нортвудской лиги. В 2008 году играл за команду «Anteaters» Калифорнийского университета в Ирвайне. Из-за травмы Хеклин в определенный момент сконцентрировался на актёрской карьере.

## Карьера
Хеклин начал сниматься в возрасте девяти лет. Благодаря исполнению роли Майкла Салливана-младшего в фильме «Проклятый путь» Хеклин получил роль Мартина Брюера в сериале «Седьмое небо» в 2003 году. В 2004 году он получил номинацию на премию «Teen Choice Awards» в категории «Актёрский прорыв». В 2007 году сыграл главную роль в фильме Дэвида ДэКото «Ярость гризли» и картине «Солнцестояние».
Тайлер мог исполнить роль Эмметта Каллена в фильме «Сумерки», но он отказался от неё ради бейсбола. По той же причине актер однажды отказался от встречи с режиссёром Фрэнсисом Фордом Копполой.
Актер снялся в гостевых ролях в сериалах «Касл», «Линкольн-хейтс», «Моя команда» и «C.S.I.: Место преступления Майами». В 2011 году появился в картине «Безбрачная неделя» с Оуэном Уилсоном, Джейсоном Судейкисом и Кристиной Эпплгейт и сыграл главную роль в драме «Открытые ворота». В сериале «Волчонок» Тайлер играл оборотня Дерека Хейла. В 2016 году стало известно, что Тайлер сыграет Супермена в сериале «Супергёрл»; актёр появился в 6 эпизодах. Также, Тайлер исполнил роль Супермена в двух других сериалах DC: «Стрела» и «Флэш» в 2018 году. В том же году можно было увидеть актёра в романтической драме «Пятьдесят оттенков свободы» и в фильме «30 безумных желаний» с Мэйси Уильямс в главной роли.
В начале октября 2019 года в российский прокат вышла экранизация романа Софи Кинселлы «Ты умеешь хранить секреты?» c Александрой Даддарио и Тайлером Хэклином в главных ролях. Тайлер исполнил в картине роль симпатичного незнакомца, с которым героиня Александры неожиданно делится секретами и который впоследствии окажется её боссом.

## Личная жизнь
С 2003 по 2005 год Тайлер Хеклин встречался с актрисой Кэндис Кинг, затем с 2009 по 2012 год состоял в отношениях с актрисой и танцовщицей Рашель Брук Смит. Также он встречался с актрисой и певицей Бриттани Сноу с 2012 по 2015 год. После недолгих отношений с немецкой моделью Аленой Гербер в 2015-2016 годах Тайлер встречался с австралийской моделью Моникой Кларк с 2017 по 2018 год, с 2020 года состоял в отношениях с австралийской моделью Рене Мерден, но позднее они расстались.

## Фильмография
| Год       |    | Русское название                  | Оригинальное название                  | Роль                   |
| --------- | -- | --------------------------------- | -------------------------------------- | ---------------------- |
| 1998      | ф  |                                   | Disney Sing-Along Songs                | Зак                    |
| 1999      | ф  | Семейное древо                    | Family Tree                            | Джефф Джо              |
| 2001      | ф  | Заколдованный поезд               | Train Quest                            | Билли                  |
| 2002      | ф  | Проклятый путь                    | Road To Perdition                      | Майкл Салливан-младший |
| 2003—2007 | с  | Седьмое небо                      | 7th Heaven                             | Мартин Брюэр           |
| 2007      | тф | Ярость гризли                     | Grizzly Rage                           | Уэс Хардинг            |
| 2007      | с  | C.S.I.: Место преступления Майами | CSI: Miami                             | Шон Ходжес             |
| 2008      | ф  | Солнцестояние                     | Solstice                               | Ник                    |
| 2009      | с  | Касл                              | Castle                                 | Дилан Фултон           |
| 2009      | с  | Линкольн-хайтс                    | Lincoln Heights                        | Тэд                    |
| 2009      | с  | Моя команда                       | My Boys                                | Оуэн Скотт             |
| 2011      | ф  | Безбрачная неделя                 | Hall Pass                              | Джерри                 |
| 2011      | ф  | Открытые ворота                   | Open Gate                              | Калеб                  |
| 2011—2017 | с  | Волчонок                          | Teen Wolf                              | Дерек Хейл             |
| 2012      | ф  | Модник Мелвин                     | Melvin Smarty                          | Рикки Херши            |
| 2013      | тф |                                   | The Sticks                             | Кларк Расселл          |
| 2016      | ф  | Каждому своё                      | Everybody wants some!!                 | Глен Макрейнольдс      |
| 2016      | ф  | Не попавший в команду             | Undrafted                              | Дэллз                  |
| 2016—2019 | с  | Супергёрл                         | Supergirl                              | Кларк Кент / Супермен  |
| 2017      | ф  | Стрэттон: Первое задание          | Stratton                               | Марти                  |
| 2018      | ф  | Мистер Олимпия                    | Bigger                                 | Джо Уайдер             |
| 2018      | ф  | Местные                           | The Domestics                          | Марк Уэст              |
| 2018      | ф  | Пятьдесят оттенков свободы        | Fifty Shades Freed                     | Бойс Фокс              |
| 2018      | ф  | 30 безумных желаний               | Then Came You                          | Фрэнк                  |
| 2018—2019 | с  | Флэш                              | The Flash                              | Кларк Кент / Супермен  |
| 2018—2020 | с  | Стрела                            | Arrow                                  | Кларк Кент / Супермен  |
| 2019      | с  | Другая жизнь                      | Another Life                           | Иан Йеркса             |
| 2019      | с  | Бэтвумен                          | Batwoman                               | Кларк Кент / Супермен  |
| 2019      | ф  | Ты умеешь хранить секреты?        | Can You Keep a Secret?                 | Джек Харпер            |
| 2020      | ф  | Зависнуть в Палм-Спрингс          | Palm Springs                           | Эйб                    |
| 2020      | ки | Final Fantasy VII Remake          | Final Fantasy VII Remake               | Сефирот                |
| 2020      | с  | Легенды завтрашнего дня           | Legends of Tomorrow                    | Кларк Кент / Супермен  |
| 2021—2024 | с  | Супермен и Лоис                   | Superman & Lois                        | Кларк Кент / Супермен  |
| 2022      | ки |                                   | Crisis Core: Final Fantasy VII Reunion | Сефирот                |
| 2023      | ф  | Волчонок: Фильм                   | Teen Wolf: The Movie                   | Дерек Хейл             |